# کالیانو
کالیانو (به ایتالیایی: Calliano) یک کومونه در ایتالیا است که در استان آسته واقع شده‌است. کالیانو ۱۷٫۴۴ کیلومتر مربع مساحت و ۱٬۳۲۵ نفر جمعیت دارد و ۲۵۸ متر بالاتر از سطح دریا واقع شده‌است.